# سد کاهورا باسا
سد کاهورا باسا (به لاتین: Cahora Bassa Dam) یک نیروگاه برقابی و سد قوسی در موزامبیک است که در Cahora-Bassa District واقع شده‌است.